# Oberarnsdorf (Gemeinde Rossatz-Arnsdorf)
Oberarnsdorf ist eine Ortschaft und eine Katastralgemeinde der Marktgemeinde Rossatz-Arnsdorf im Bezirk Krems-Land in Niederösterreich. Die Ortschaft hat 171 Einwohner (1. Jänner 2024). Bis Ende 1971 war Oberarnsdorf eine eigenständige Gemeinde.

## Geografie
Das westlichste der „vier Arnsdörfer“, gegenüber der Ruine Hinterhaus gelegen, befindet sich am Beginn der Talaufweitung und wird über die Aggsteiner Straße erschlossen. Zur Katastralgemeinde gehört auch der donauaufwärts liegende Kirchweiler St. Johann im Mauerthale.

## Geschichte

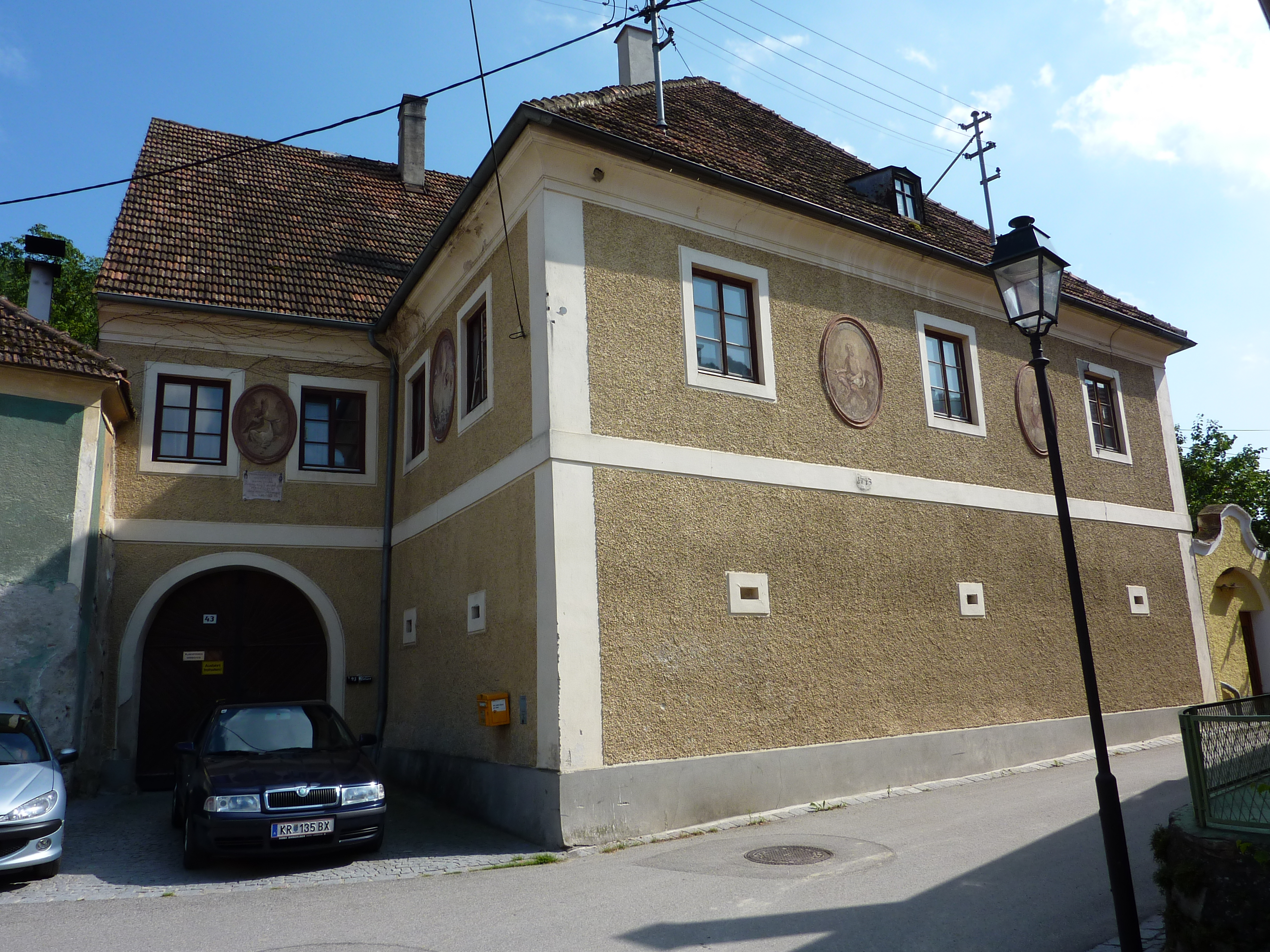
Salzburgerhof (Oberarnsdorf 43), Lesehof des Stiftes St. Peter in Salzburg

Im Jahr 1822 wurde der Ort als Dorf mit 48 Häusern genannt, das nach Mitterarnsdorf eingepfarrt war und die Kinder nach Hofarnsdorf eingeschult wurden. Die Herrschaft Arnsdorf besaß die Ortsobrigkeit, übte die Landgerichtsbarkeit aus und besorgte die Konskription. Laut Adressbuch von Österreich waren im Jahr 1938 in der Ortsgemeinde Oberarnsdorf zwei Bäcker, ein Binder, ein Fleischer, zwei Gastwirte, zwei Gemischtwarenhändler, ein Obsthändler, ein Schmied, drei Schuster, ein Stechviehhändler, ein Tischler, ein Fährbetrieb und ein Viktualienhändler ansässig.
Die davor eigenständige Gemeinde Oberarnsdorf wurde am 1. Jänner 1972 im Zuge der Niederösterreichischen Kommunalstrukturverbesserung zusammen mit Mitterarnsdorf und Rührsdorf mit der Gemeinde Rossatz fusioniert.